# Tournoi d'ouverture du championnat du Mexique féminin de football 2023
Navigation
Saison précédente Saison suivante
Le Tournoi d'ouverture 2023 (premier tournoi de la saison 2023-2024) est la 13e édition du Championnat du Mexique féminin de football disputé au Mexique. Le Club América défend son titre.

## Équipes participantes
| Club             | Ville                        | État             | Stade                                            | Capacité    | Réf    |
| ---------------- | ---------------------------- | ---------------- | ------------------------------------------------ | ----------- | ------ |
| Club América     | Mexico                       | État de Mexico   | Azteca Cancha Centenario No.5                    | 81 070 2000 | [ 1 ]  |
| Atlas FC         | Guadalajara                  | Jalisco          | Jalisco Stade Alfredo Torres                     | 55 020 3000 | [ 2 ]  |
| San Luis         | San Luis Potosí              | San Luis Potosí  | Alfonso-Lastras                                  | 25 709      | [ 3 ]  |
| Cruz Azul        | Ciudad Cooperativa Cruz Azul | État de Mexico   | 10 décembre La Noria                             | 14 500 400  | [ 4 ]  |
| CD Guadalajara   | Zapopan                      | Jalisco          | Akron Verde Vale                                 | 46 232 2000 | [ 5 ]  |
| Juárez           | Ciudad Juárez                | Chihuahua        | Olímpico Benito Juárez                           | 19 703      | [ 6 ]  |
| León             | León                         | Guanajuato       | León                                             | 31 297      | [ 7 ]  |
| Mazatlán (en)    | Mazatlán                     | Sinaloa          | Mazatlán                                         | 25 000      | [ 8 ]  |
| CF Monterrey     | Guadalupe                    | Nuevo León       | BBVA Centro de Entrenamiento El Barrial          | 51 348 1000 | [ 9 ]  |
| Necaxa (en)      | Aguascalientes               | Aguascalientes   | Victoria                                         | 23 851      | [ 10 ] |
| CF Pachuca       | Pachuca                      | Hidalgo          | Hidalgo                                          | 27 512      | [ 11 ] |
| Puebla (en)      | Puebla                       | Puebla           | Cuauhtémoc                                       | 47 417      | [ 12 ] |
| Querétaro        | Santiago de Querétaro        | Querétaro        | Corregidora Estadio Olímpico Alameda             | 34 107 4500 | [ 13 ] |
| Santos Laguna    | Torreón                      | Coahuila         | Corona                                           | 29 237      | [ 14 ] |
| Tijuana          | Tijuana                      | Basse-Californie | Caliente                                         | 27 333      | [ 15 ] |
| Deportivo Toluca | Toluca                       | État de Mexico   | Nemesio Díez Instalaciones de Metepec - Cancha 2 | 31 000 1000 | [ 16 ] |
| Tigres UANL      | San Nicolás de los Garza     | Nuevo León       | Universitario                                    | 41 886      | [ 17 ] |
| Pumas UNAM       | Mexico                       | État de Mexico   | Stade olympique universitaire La Cantera         | 72000 1 000 | [ 18 ] |

Localisation des clubs
| \| Mexico: América Cruz Azul UNAM Querétaro Atlas CD Guadalajara CF Monterrey Tigres UANL Pachuca Mazatlán (en) Toluca Santos Laguna I Mexico Puebla (en) Tijuana León Necaxa (en) Juárez Club Atlético de San Luis \| |
| Mexico: América Cruz Azul UNAM Querétaro Atlas CD Guadalajara CF Monterrey Tigres UANL Pachuca Mazatlán (en) Toluca Santos Laguna I Mexico Puebla (en) Tijuana León Necaxa (en) Juárez Club Atlético de San Luis       |

## Compétition
Le Tournoi Apertura se déroule de la même façon que les tournois saisonniers précédents :
- La phase de qualification : dix-sept journées de championnat.
- La phase finale : des matchs de classement et des confrontations aller-retour allant des quarts de finale à la finale.

### Phase de qualification
Lors de la phase de qualification les dix-huit équipes s'affrontent une fois selon un calendrier tiré aléatoirement. Les huit meilleures équipes sont qualifiées pour les quarts de finale.
Le classement est établi sur le barème de points classique (victoire à 3 points, match nul à 1, défaite à 0).
Le départage final se fait selon les critères suivants :
- Le nombre de points.
- La différence de buts générale.
- La différence de buts particulière.
- Le nombre de buts marqué à l'extérieur.
- Le tirage au sort.

| Rang | Équipe                    | Pts | J  | G  | N | P  | Bp | Bc | Diff |
| ---- | ------------------------- | --- | -- | -- | - | -- | -- | -- | ---- |
| 1    | Tigres UANL T             | 44  | 17 | 14 | 2 | 1  | 51 | 11 | +40  |
| 2    | Club América              | 42  | 17 | 14 | 0 | 3  | 65 | 23 | +42  |
| 3    | CD Guadalajara            | 42  | 17 | 13 | 3 | 1  | 43 | 11 | +32  |
| 4    | CF Monterrey              | 39  | 17 | 11 | 5 | 1  | 41 | 13 | +28  |
| 5    | Tijuana                   | 34  | 17 | 10 | 4 | 3  | 35 | 21 | +14  |
| 6    | Deportivo Toluca          | 30  | 17 | 9  | 3 | 5  | 28 | 26 | +2   |
| 7    | CF Pachuca                | 27  | 17 | 8  | 3 | 6  | 42 | 31 | +11  |
| 8    | Pumas UNAM                | 26  | 17 | 8  | 2 | 7  | 37 | 27 | +10  |
| 9    | Juárez                    | 26  | 17 | 7  | 5 | 5  | 28 | 23 | +5   |
| 10   | León                      | 23  | 17 | 7  | 2 | 8  | 20 | 30 | -10  |
| 11   | Cruz Azul                 | 22  | 17 | 7  | 1 | 9  | 25 | 32 | -7   |
| 12   | Querétaro                 | 21  | 17 | 6  | 3 | 8  | 25 | 28 | -3   |
| 13   | Atlas FC                  | 18  | 17 | 5  | 3 | 9  | 20 | 32 | -12  |
| 14   | Puebla (en)               | 14  | 17 | 4  | 2 | 11 | 19 | 42 | -23  |
| 15   | Club Atlético de San Luis | 12  | 17 | 3  | 3 | 11 | 17 | 34 | -17  |
| 16   | Necaxa (en)               | 8   | 17 | 2  | 2 | 13 | 10 | 44 | -34  |
| 17   | Santos Laguna             | 5   | 17 | 0  | 5 | 12 | 12 | 51 | -39  |
| 18   | Mazatlán (en)             | 2   | 17 | 0  | 2 | 15 | 12 | 51 | -39  |

| Légende : Qualifications et relégations | Légende : Qualifications et relégations |
| --------------------------------------- | --------------------------------------- |
|                                         | Qualification pour la Liguilla          |
|                                         | T Tenant du titre                       |

### LaLiguilla
Les huit équipes qualifiées sont réparties dans le tableau final d'après leur classement général. L'équipe la moins bien classée accueille lors du match aller et la meilleure lors du match retour.
Les équipes sont réparties de la façon suivante :
- La 1re contre la 8e.
- La 2e contre la 7e.
- La 3e contre la 6e.
- La 4e contre la 5e.

|  | Quarts de finale        | Quarts de finale        | Quarts de finale        | Quarts de finale        |              |              | Demi-finales      | Demi-finales      | Demi-finales      | Demi-finales      |  |  | Finale | Finale | Finale | Finale |
|  |                         |                         |                         |                         |              |              |                   |                   |                   |                   |  |  |        |        |        |        |
|  | 18/19 et 21/22 mai 2023 | 18/19 et 21/22 mai 2023 | 18/19 et 21/22 mai 2023 | 18/19 et 21/22 mai 2023 |              |              | 26 et 29 mai 2023 | 26 et 29 mai 2023 | 26 et 29 mai 2023 | 26 et 29 mai 2023 |  |  |        |        |        |        |
|  | 18/19 et 21/22 mai 2023 | 18/19 et 21/22 mai 2023 | 18/19 et 21/22 mai 2023 | 18/19 et 21/22 mai 2023 |              |              | 26 et 29 mai 2023 | 26 et 29 mai 2023 | 26 et 29 mai 2023 | 26 et 29 mai 2023 |  |  |        |        |        |        |
|  | 1er                     | Tigres UANL             | 3                       | 2                       |              |              | 26 et 29 mai 2023 | 26 et 29 mai 2023 | 26 et 29 mai 2023 | 26 et 29 mai 2023 |  |  |        |        |        |        |
|  | 1er                     | Tigres UANL             | 3                       | 2                       |              |              | 26 et 29 mai 2023 | 26 et 29 mai 2023 | 26 et 29 mai 2023 | 26 et 29 mai 2023 |  |  |        |        |        |        |
|  | 8e                      | Pumas UNAM              | 1                       | 1                       |              |              | 26 et 29 mai 2023 | 26 et 29 mai 2023 | 26 et 29 mai 2023 | 26 et 29 mai 2023 |  |  |        |        |        |        |
|  | 8e                      | Pumas UNAM              | 1                       | 1                       | Tigres UANL  | Tigres UANL  | 0                 | 1                 |                   |                   |  |  |        |        |        |        |
|  |                         |                         |                         |                         | Tigres UANL  | Tigres UANL  | 0                 | 1                 |                   |                   |  |  |        |        |        |        |
|  |                         |                         | CF Monterrey            | CF Monterrey            | 0            | 0            |                   |                   |                   |                   |  |  |        |        |        |        |
|  | 4e                      | CF Monterrey            | CF Monterrey            | CF Monterrey            | 0            | 0            | 2                 | 6                 |                   |                   |  |  |        |        |        |        |
|  | 4e                      | CF Monterrey            |                         |                         |              |              |                   | 6                 |                   |                   |  |  |        |        |        |        |
|  | 5e                      | Tijuana                 | 1                       | 3                       |              |              |                   |                   |                   |                   |  |  |        |        |        |        |
|  | 5e                      | Tijuana                 | 1                       | 3                       | Tigres UANL  | Tigres UANL  | 3                 | 0                 |                   |                   |  |  |        |        |        |        |
|  |                         |                         |                         |                         | Tigres UANL  | Tigres UANL  | 3                 | 0                 |                   |                   |  |  |        |        |        |        |
|  |                         |                         | Club América            | Club América            | 0            | 0            |                   |                   |                   |                   |  |  |        |        |        |        |
|  | 2e                      | Club América            | Club América            | Club América            | 0            | 0            | 6                 | 3                 |                   |                   |  |  |        |        |        |        |
|  | 2e                      | Club América            |                         |                         |              |              |                   |                   |                   |                   |  |  |        |        |        |        |
|  | 7e                      | CF Pachuca              | 0                       | 2                       |              |              |                   |                   |                   |                   |  |  |        |        |        |        |
|  | 7e                      | CF Pachuca              | 0                       | 2                       | Club América | Club América | 2                 | 2                 |                   |                   |  |  |        |        |        |        |
|  |                         |                         |                         |                         | Club América | Club América | 2                 | 2                 |                   |                   |  |  |        |        |        |        |
|  |                         |                         | CD Guadalajara          | CD Guadalajara          | 2            | 1            |                   |                   |                   |                   |  |  |        |        |        |        |
|  | 3e                      | CD Guadalajara          | CD Guadalajara          | CD Guadalajara          | 2            | 1            | 3                 | 2                 |                   |                   |  |  |        |        |        |        |
|  | 3e                      | CD Guadalajara          |                         |                         |              |              |                   | 2                 |                   |                   |  |  |        |        |        |        |
|  | 6e                      | Deportivo Toluca        | 0                       | 1                       |              |              |                   |                   |                   |                   |  |  |        |        |        |        |
|  | 6e                      | Deportivo Toluca        | 0                       | 1                       |              |              |                   |                   |                   |                   |  |  |        |        |        |        |
|  |                         |                         |                         |                         |              |              |                   |                   |                   |                   |  |  |        |        |        |        |

( ) = Tirs au but; ap = Après prolongation; e = Victoire aux buts marqués à l'extérieur; f = Victoire par forfait